# Caryophyllia seguenzae
Espèce
Statut CITES
Caryophyllia seguenzae est une espèce de coraux appartenant à la famille des Caryophylliidae.